# NBA 2K13
NBA 2K13 é um simulador do campeonato norte-americano de basquete (NBA) da temporada de 2013. Foi desenvolvido pela Visual Concepts e publicado pela 2K Sports.
Kevin Durant do Oklahoma City Thunder, Blake Griffin do Los Angeles Clippers e Derrick Rose do Chicago Bulls são os jogadores que aparecem na capa.

## Recepção
O jogo recebeu notas altas e boas críticas dos especialistas.